# Aérodrome de Kaukura
Pour les articles homonymes, voir KKR (homonymie).
L'aérodrome de Kaukura (code IATA : KKR • code OACI : NTGK) est un aérodrome desservant l'atoll de Kaukura dans l'archipel des Tuamotu en Polynésie française.

## Situation
| Nengo-Nengo Marutea-Sud Nukutepipi Ahe Anaa Apataki Arutua Hiva Oa Bora-Bora Tahiti-Fa'a'ā Faaite Fakarava Fangatau Hao Fakahina Hikueru Huahine Kaukura Katiu Kauehi Makemo Manihi Mataiva Maupiti Moorea Napuka Niau Nuku Hiva Nukutavake Puka-Puka Pukarua Raiatea Raivavae Rangiroa Raroia Reao Rimatara Rurutu Takapoto Takaroa Takume Tatakoto Tikehau Totegegie Tubuai Tureia Ua Huka Ua Pou Vahitahi |

## Compagnies et destinations
- Air Tahiti : Tahiti-Faaa

## Statistiques
Pour des raisons techniques, il est temporairement impossible d'afficher le graphique qui aurait dû être présenté ici.

Voir la requête brute et les sources sur Wikidata.